# Nodosariidae
Nodosariidae es una familia de foraminíferos bentónicos de la superfamilia Nodosarioidea, del suborden Lagenina y del orden Lagenida. Su rango cronoestratigráfico abarca desde el Triásico superior hasta la Actualidad.

## Clasificación
Nodosariidae incluye a las siguientes subfamilias y géneros:
- Subfamilia Nodosariinae
  - Alfredosilvestris
  - Awhea †
  - Botuloides
  - Cribronodosaria †
  - Dentalina
  - Dentalinoides †
  - Dentalinopsis †
  - Enantiodentalina
  - Grigelis
  - Laevidentalina
  - Lagenoglandulina †
  - Lagenolingulina
  - Mucronina
  - Nodomorphina †
  - Nodosaria
  - Pandaglandulina
  - Pseudonodosaria
  - Pyramidulina
  - Svenia
- Subfamilia Lingulininae
  - Daucinoides †
  - Gonatosphaera †
  - Lingulina †
  - Neolingulina
  - Pseudolingulina
  - Rimulina
  - Tollmannia †
  - Torulumbonina
- Subfamilia Frondiculariinae
  - Annulofrondicularia †
  - Frondicularia
  - Pseudotribrachia †
  - Tribrachia †
  - Tristix †

Otro género considerado en Nodosariidae es:
- Lingulonodosaria †, antes en la Familia Ichthyolariidae

Otros géneros considerados en Nodosariidae y clasificados actualmente en otra familia son:
- Amphimorphina de la subfamilia Plectofrondiculariinae, ahora en la familia Chrysalogoniidae
- Behillia de la subfamilia Plectofrondiculariinae, ahora en la familia Plectofrondiculariidae
- Berthelinella † de la subfamilia Plectofrondiculariinae, ahora en la familia Plectofrondiculariidae
- Chrysalogonium de la subfamilia Nodosariinae, ahora en la familia Chrysalogoniidae
- Dyofrondicularia † de la subfamilia Plectofrondiculariinae, ahora en la familia Plectofrondiculariidae
- Lankesterina † de la subfamilia Plectofrondiculariinae, ahora en la familia Plectofrondiculariidae
- Nuttallus † de la subfamilia Plectofrondiculariinae, ahora en la familia Plectofrondiculariidae
- Parafrondicularia de la subfamilia Plectofrondiculariinae, ahora en la familia Plectofrondiculariidae
- Plectofrondicularia † de la subfamilia Plectofrondiculariinae, ahora en la familia Plectofrondiculariidae
- Proxifrons de la subfamilia Plectofrondiculariinae, ahora en la familia Plectofrondiculariidae
- Sieberina de la subfamilia Plectofrondiculariinae, ahora en la familia Plectofrondiculariidae
- Yneziella † de la subfamilia Plectofrondiculariinae, ahora en la familia Plectofrondiculariidae
- Plectolingulina † de la subfamilia Plectofrondiculariinae, ahora en la familia Plectofrondiculariidae
- Staffia † de la subfamilia Plectofrondiculariinae, ahora en la familia Plectofrondiculariidae

Otros géneros considerados en Nodosariidae son:
- Arthrocena de la subfamilia Nodosariinae, aceptado como Nodosaria
- Cidaria de la subfamilia Nodosariinae, considerado sinónimo posterior de Nodosaria
- Cribrebella de la subfamilia Nodosariinae,
- Cribrella de la subfamilia Nodosariinae, sustituido por Cribrebella
- Frondiculina de la subfamilia Frondiculariinae, considerado subgénero de Frondicularia, Frondicularia (Frondiculina), y aceptado como Lingulina
- Hybridina de la subfamilia Nodosariinae, aceptado como Dentalina
- Lingulinopsis de la subfamilia Nodosariinae, aceptado como Pseudonodosaria
- Linguloglandulina de la subfamilia Lingulininae, aceptado como Gonatosphaera
- Mucronina de la subfamilia Nodosariinae, considerado subgénero de Nodosaria, Nodosaria (Mucronina
- Nodosaire de la subfamilia Nodosariinae, considerado subgénero de Nodosaria, Nodosaria (Nodosaire), pero considerado nomen nudum y sustituido por Nodosaria
- Nodosariella de la subfamilia Nodosariinae, aceptado como Pyramidulina
- Nodosarina de la subfamilia Nodosariinae, aceptado como Nodosaria
- Orthocera de la subfamilia Nodosariinae, considerado sinónimo posterior de Nodosaria
- Paradentalina de la subfamilia Nodosariinae, aceptado como Enantiodentalina
- Pleiona de la subfamilia Frondiculariinae, aceptado como Frondicularia
- Pseudoglandulina de la subfamilia Nodosariinae, aceptado como Pyramidulina
- Quadratina de la subfamilia Frondiculariinae, aceptado como Tristix

Otros géneros de Nodosariidae no asignados a ninguna subfamilia son:
- Dagysina
- Fingerina †
- Eofrondicularia, de posición taxonómica incierta
- Vekusina, de posición taxonómica incierta